# Endorfine
Endorfine is een door het lichaam geproduceerde opioïde peptide die helpt bij het onderdrukken van pijn en die als neurotransmitter fungeert. Endorfines worden in de hypofyse geproduceerd, bij gewervelden in de hypothalamus. Dat gebeurt tijdens lichamelijke inspanning, seksuele opwinding, pijn, pittig eten, liefde en een orgasme. Het verschil tussen endorfine en pijnstillers zoals opioïden is dat endorfine in het lichaam, dus endogeen wordt gemaakt. Endorfine kan een gevoel van welbevinden en geluk geven.
Endorfines maken deel uit van de groep signaalstoffen die bekendstaat als neuropeptiden en waarvan wordt verondersteld dat ze aanwezig zijn in veel lichaamsweefsels, waaronder het weefsel van het perifere en centrale zenuwstelsel. Er zijn drie types endorfines: α-, β-, γ-endorfine.
Het woord endorfine is samengevoegd uit de stammen endo, wat vertaald kan worden met binnen, en morfine, waarmee naar de op de morfine lijkende effecten wordt verwezen.

## Scheikunde

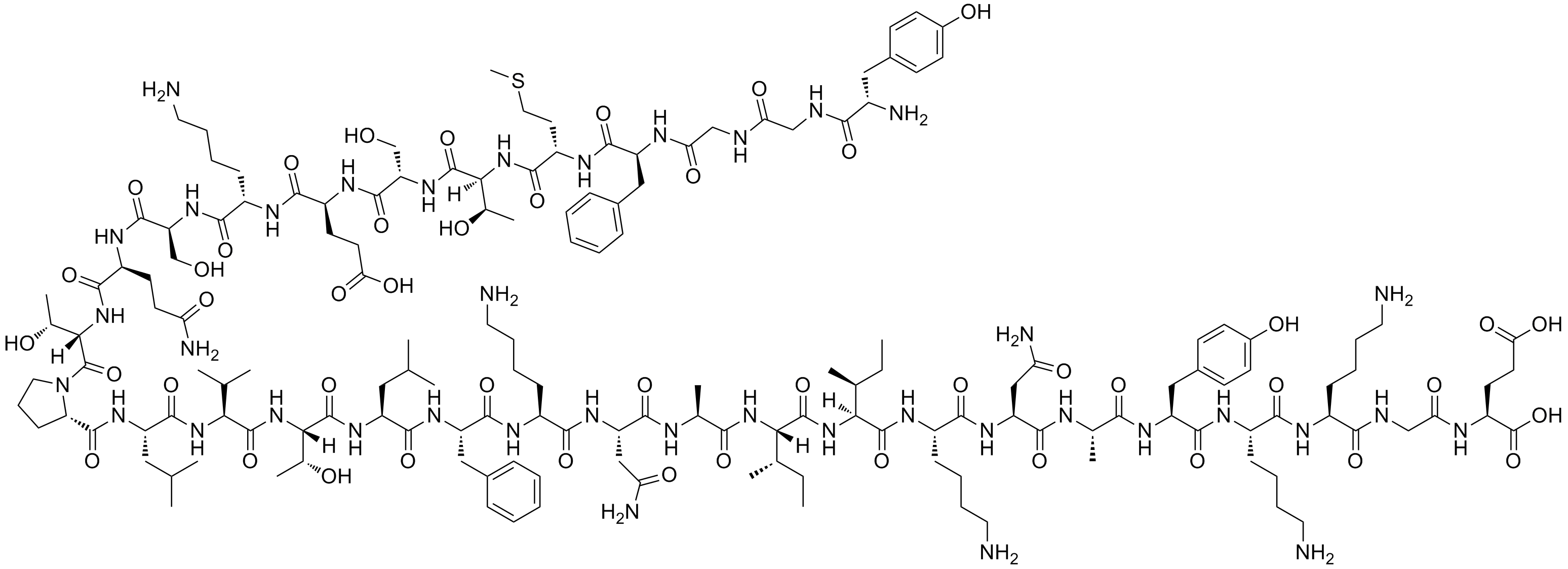
Chemische structuur van beta-endorfine

Chemisch gezien gaat het hier om korte opioïde peptiden, die zich in de hersenen aan opioïde receptoren binden. Ze kunnen worden gesynthetiseerd vanuit de precursors l-tyrosine en de methylgroep van l-methionine via een enzymatisch proces.
Endorfines bezitten als gemeenschappelijk structuurelement een peptidegroep met vier aminozuren van de sequentie tyrosine-glycine-glycine-fenylalanine, in de voorbeelden hieronder vet aangeduid. De eerste in het laboratorium gesynthetiseerde opioïde peptiden waren methionine-enkefaline en leucine-enkefaline.
Aminozuursequenties van:
- α-endorfine: Tyr-Gly-Gly-Phe-Met-Thr-Ser-Glu-Lys-Ser-Gln-Thr-Pro-Leu-Val-Thr-OH
- β-endorfine: Tyr-Gly-Gly-Phe-Met-Thr-Ser-Glu-Lys-Ser-Gln-Thr-Pro-Leu-Val-Thr-Leu-Phe-Lys-Asn-Ala-Ile-Ile-Lys-Asn-Ala-Tyr-Lys-Lys-Gly-Glu-OH.
- γ-endorfine: Tyr-Gly-Gly-Phe-Met-Thr-Ser-Glu-Lys-Ser-Gln-Thr-Pro-Leu-Val-Thr-Leu-OH

De veel eerder bekende morfinederivaten, waar endorfines een deel van hun naam aan ontlenen, zijn toevallig in staat dezelfde receptoren te activeren, maar de chemische bouw van morfinemoleculen vertoont weinig tot geen overeenkomst met die van de endorfines.

## Effecten
Endorfines werken in de eerste plaats pijnonderdrukkend, maar zijn ook medeverantwoordelijk voor het ontstaan van een gevoel van geluk of euforie. Endorfines zijn (mede daarom) betrokken bij beloningssysteem in de hersenen, die voor heel veel soorten (consumerend) gedrag sturend werken. Endorfines worden in verband gebracht met drugsverslaving, stemmingsstoornissen, gokverslaving, klinische depressie, schizofrenie en vele andere gedragsstoornissen en chronische aandoeningen. Een acute toename van de concentratie van deze neuropeptiden is in verband gebracht met verschillende soorten euforisch gedrag, zoals overtraining-euforie bij atleten, de 'runners high' bij duursporters, en de euforie na 'thrill-seeking' activiteiten zoals bungeejumpen, hoewel onderzoek uit 2015 dit verband in twijfel trekt. De smaakervaring bij suikers, vetten, chilipepers en ook chocolade zorgt voor het vrijkomen van endorfines.

## Voetnoten
1. ↑  (en)  AM Dias. Do endorphins represent the biochemical basis of inheritance of mental information?, december 2009. 
 gearchiveerd, gepubliceerd voor de Universiteit van São Paulo in Suma Psicológica 16, 2, blz 7–13, beschikbaar onder de licentie Creative Commons Naamsvermelding.
2. ↑  "Niet endorfine, maar anandamide zorgt voor euforie", nrc.nl, 6 oktober 2015. Gearchiveerd op 14 oktober 2015. Geraadpleegd op 14 oktober 2015.
3. ↑  Capsaicin & Endorphins

bijnieren · epifyse · hypofyse · ovaria · pancreas · schildklier · testes · thymus
acetylcholine (ACh) · adrenaline · anandamide · aspartaat (Asp) · β-lipoproteïne · bombesine · cholecystokinine (CCK) · corticotropine (ACTH) · dopamine (DA) · dynorfine · endorfine · enkefaline · γ-aminoboterzuur (GABA) · glutamaat (Glu) · glycine (Gly) · histamine · leumorfine · motiline · neurofysine I · neurofysine II · neurokinine A · neurokinine B · neuropeptide A · neuropeptide γ · neuropeptide Y · noradrenaline · peptide YY · serotonine (5-HT) · stikstofoxide (NO) · substantie P